# ジョヴァンニ・ペリ
ジョヴァンニ・ペリ（Giovanni Peri、1969年9月19日 - ）は、イタリア・ペルージャ生まれのアメリカの経済学者であり、カリフォルニア大学デービス校経済学部の教授・学部長を務め、グローバル・マイグレーション・センターの所長。また、全米経済研究所（NBER）のリサーチ・アソシエイト、The Journal of the European Economic Associationの共同編集者でもある。アメリカ合衆国への移民の経済的影響に関する研究で知られている。
彼の研究は、移民の経済的影響や国際移民の経済要因、欧州諸国における移民の影響に関するものである。特に、ジョージ・ボルハスによる「移民がアメリカの低学歴労働者に負の影響を与える」という主張に異議を唱え、議論を広げた。

## 研究
ペリの研究分野は労働経済学であり、その中でも地域経済学・都市経済学、国際的な労働者の移動に焦点を当てている。経済学者の被引用数ランキングで上位1%。

### イノベーションに関する研究
ペリは、イノベーションの地理的・時間的パターンに関する研究に従事してきた。ローラ・ボッタッツィとの共著により、ヨーロッパではイノベーションのスピルオーバーが局所的であり、研究開発（R&D）投資を2倍にすると当該地域のイノベーションは80-90%増加する一方、その300km圏外ではわずか2-3%の増加にとどまると示している。
さらに、国際的に生成された知識が長期的に各国のイノベーションを促進する要因であることを明らかにしている。

### 移民に関する研究
移民の経済的影響はペリの主たる研究テーマである。フランセスク・オルテガとの研究では、OECD諸国への移民は、出身国と目的国の所得格差に比例し、受け入れ国の移民政策の厳しさに反比例することを示している。
また、移民がアメリカ合衆国の生産性と賃金に与える影響、ヨーロッパ各国の労働市場への影響に関する研究も行っている。例えば、ドイツでは移民が旧移民の雇用に負の影響を及ぼした一方、受入国の労働者にはほとんど影響を与えなかったと示している。